# Poliol
|  | Per a altres significats, vegeu «poliol (química)». |

El poliol, poliol d'aigua, o poniol (Mentha pulegium), és una de les mentes no híbrides més conegudes. El nom específic pulegium prové del llatí pulex ('puça') i fa referència al fet que abans es cremaven restes de poliol en les cases per mantenir allunyats aquests insectes. La seva distribució abasta tota la península Ibèrica estenent-se pel Mediterrani (incloent-hi Mallorca i Menorca) i Àsia occidental. És freqüent en llocs humits de muntanya i a prop dels rius. Es consumeix habitualment en infusió de les seves fulles.

## Característiques generals

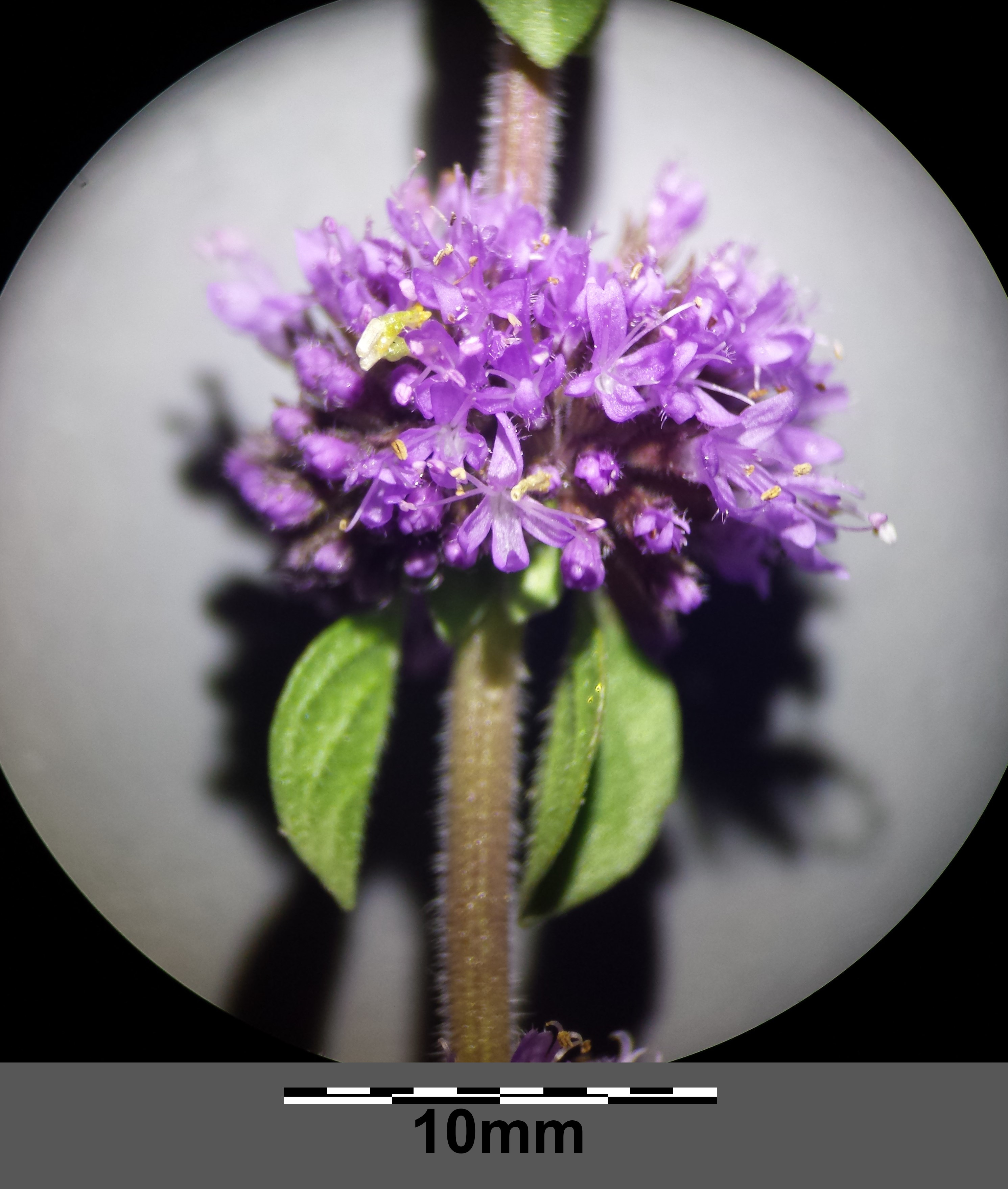
Aspecte d'un verticil floral

Es tracta d'una herba perenne d'uns 45 cm d'alçada, monoica, d'arrel rizomatosa (forma estolons) i tija quadrangular. Les fulles tenen un verd intens (per l'alta concentració de clorofil·la); són oposades, lanceolades i dentades pel marge. No tenen estípules i trobem bràctees en les inflorescències. Les flors són rosades, petites, zigomorfes i bilabiades (dos llavis: un de superior i un d'inferior). La corol·la consta de cinc pètals soldats i el calze de cinc sèpals també soldats. L'androceu té quatre estams en el llavi superior. El gineceu és bicarpel·lar i amb ovari súper, que quan madura donarà el fruit corresponent: núcula ('petita nou') o tetranúcula. El conjunt de flors forma una inflorescència globosa en verticils (per pisos). El període de floració és juny-octubre.

## Accions farmacològiques
La droga és la fulla (tot i que pot utilitzar-se tota la planta) que en la seva major part conté pulegona, mentol i altres substàncies terpèniques com la mentona, isomentona… (en menys proporció). El conjunt dona un efecte carminatiu (facilita l'expulsió de gasos intestinals) i digestiu a més d'emenagoga (regula la menstruació). En afeccions bronquials lleus també té una certa acció com expectorant i antitussigen (per via tòpica). S'utilitza en infusió dita aigua de poliol com a relaxant i es diu que afavoreix l'expulsió de la placenta després del part.
En alimentació s'utilitza per la seva propietat aromàtica, que fa que en la indústria també s'utilitzi per evitar l'halitosi i en dentifricis com a refrescant.
No és aconsellable per a gent que pateix afeccions del fetge, ja que la pulegona —que n'és el principi actiu en més concentració— té un efecte altament hepatotòxic. Se n'extreu també un oli essencial que és el que presenta aquesta toxicitat per al fetge i els pulmons, a més de ser abortiu en animals.